# سیارک ۸۵۲۹
سیارک ۸۵۲۹ (به انگلیسی: 8529 Sinzi، نامگذاری:1992UH2) هشت هزار و پانصد و بیست و نهمین سیارک کشف شده‌است که در ۱۹ اکتبر ۱۹۹۲ کشف شد.
قدر مطلق سیارک برابر ۱۴٫۰۰ است.